# 竹内弘樹
竹内 弘樹（たけうち ひろき、1978年 9月28日 - ）は、日本の投資家、経営者。ライフパートナーズ株式会社代表取締役社長。

## 来歴
愛知県出身。岐阜大学農学部卒業後、大手食品メーカーに入社。
会社の給料だけではなく、自分の力でもお金を増やしたいという気持ちから、独学で株式投資を学び25歳で退社。
個人事業主として独立し、Webサイト「やさしい株のはじめ方」を立ち上げる。
その後、法人としてライフパートナーズ株式会社を設立。
書籍などで株式投資を学び実践した結果、数億円の資産を築く。
また、株式投資で得た経験をもとに、エンジェル投資もおこなっている。

## 著書・監修

### 著書
- はじめての株1年生～新・儲かるしくみ損する理由がわかる本～（2009年12月、明日香出版社、ISBN 9784756913500）
- はじめての積立て投資1年生～月1万円からコツコツはじめて増やせるしくみがわかる本 ～（2011年12月、明日香出版社、ISBN 9784756915115）
- 本当に儲かる株・成長する株を自分で見つけられるようになる本（2013年9月、明日香出版社、ISBN 9784756916433）
- ゼロから始める!マンガ 株入門（2019年1月、高橋書店、ISBN 9784471210830）

### 監修
- 1万円からはじめる! 株&投資信託 超入門（2022年1月、宝島社、ISBN 9784299024244）
- 貯金0円からの投資入門（2022年1月、朝日新聞出版、ISBN 9784023340589）
- ぜんぶわかる! 投資信託（2021年11月、西東社、ISBN 9784866732831）
- 今すぐはじめる! 高配当株超入門（2021年10月、宝島社、ISBN 9784299021854）
- 10万円以下からはじめる! 米国株超入門（2021年9月、西東社、ISBN 9784299021120）
- 絶対FIRE!（2021年8月、宝島社、ISBN 9784299020000）

- 10万円以下から始める! 株超入門（2021年2月、西東社、ISBN 9784299013354）
- マンガでまるっとわかる! 投資信託の教科書（2015年5月、西東社、ISBN 9784791624379）
- マンガでまるっとわかる！ 株の教科書（2015年5月、西東社、ISBN 9784791623266）
- 一番やさしい株の教科書（2013年4月、西東社、ISBN 9784791620425）
- 一番やさしい投資信託の教科書（2013年12月、西東社、ISBN 9784791621859）
- 「投資信託」で資産を３０００万円貯める本―金融機関にだまされない！（2013年6月、宝島社、ISBN 9784800212634）

## ウェブサイト
- やさしい株のはじめ方

楽天の子会社であるリンクシェアジャパン主催の「LinkShare Japan Award」にて、「Publisher of the Year 2015」「Best Performing Marketing Person of the Year 2017」「Publisher of the Year 2018」にそれぞれノミネートされた。
1. ↑  LinkShare Japan Symposium Tokyo 2016 開催報告
2. ↑  LinkShare Japan Symposium Tokyo 2018 開催報告
3. ↑  LinkShare Japan Symposium Tokyo 2019 開催報告